# Jim Vallance
James Douglas "Jim" Vallance (Chilliwack, 31 de maio de 1952) é um músico, arranjador e produtor canadense.
Em 1977 Jim conhece Bryan Adams e juntos começam a escrever canções, não demorando para que ganhassem reconhecimento e para que suas músicas começassem a ser tocadas por outros músicos.
Entre outros trabalhos, nota-se a participação de Jim na composição de várias músicas em uma série de álbuns de Bryan Adams, entre eles estão os álbuns Bryan Adams lançado em Fevereiro de 1980, o álbum You Want It You Got It lançado em Julho de 1981, o álbum Cuts Like a Knife lançado em Janeiro de 1983, o álbum Waking Up the Neighbours lançado em Setembro de 1991 e o álbum So Far So Good lançado em Setembro de 1993. Nota-se, também, a participação de Jim na composição de algumas das músicas do álbum Crazy World, da banda de Heavy Metal alemã Scorpions, lançado em Novembro de 1990, ambos alcançando posições consideráveis nas paradas segundo a Billboard 200.